# Tornike Tsjakadoea
Tornike Tsjakadoea (Leeuwarden, 5 oktober 1996) is een Nederlands-Georgische judoka. Hij is woonachtig in Meerkerk en komt uit in de klasse tot 60 kilogram. 

## Prestaties & Erelijst
Tsjakadoea werd in 2016 Europees kampioen bij de jeugd en nam in 2018 voor het eerst deel aan de wereldkampioenschappen waar hij in de derde ronde werd uitgeschakeld. In februari 2019 behaalde hij met een bronzen medaille bij het grandslamtoernooi in Düsseldorf zijn eerste podiumplaats op het hoogste niveau. Bij het EK dat jaar werd hij in de kwartfinale uitgeschakeld.
In 2024 kon Tsjakadoea niet meedoen aan het EK in Zagreb, omdat hij te zwaar was. Een uur voor de weging was hij 900 gram te zwaar en besloot hij niet mee te doen.
In 2021 deed Tornike mee aan de Olympische Spelen in Japan. Hij verloor de wedstrijd om een bronzen medaille in de klasse tot 60 kilogram. In 2024 deed hij mee aan de Olympische Spelen in Parijs. “Als ik op het podium sta in Parijs, is mijn judocarrière geslaagd. Zo zie ik dat wel." Op 27 juli 2024 strandde Tsjakadoea in de eerste ronde.
Na de spelen geeft Tsjakadoea aan dat hij van plan is om voortaan een gewichtsklasse hoger uit te komen; tot 66 kilo. "Doorgaans weeg ik ruim 67 kilo en dat moet voor een toernooi en dus ook de Olympische Spelen met meer dan zeven kilo naar beneden. (...)  Maar vraag niet hoe, ik ben dan volledig uitgedroogd en mijn lichaam is moe. Aanspreekbaar ben ik dan ook niet echt."
Bijna een jaar na de Olympische Spelen weet Tsjadadoea nog niet of doorgaat met judo. "Ik zit nog midden in het proces. We hebben geen echte deadline gesteld, maar ik wil toch wel in augustus de knoop doorhakken," zei hij in mei 2025 in een interview.
Zijn broer Luca is ook judoka en werd derde bij het NK in 2024. Hij komt ook uit in de gewichtsklasse tot 60 kilo: "Luca is eveneens een lichtgewicht en aangezien er uit elk land in elke klasse slechts één judoka naar de Spelen mag… Het zou toch wat zijn, hij of ik. Ik geniet echt als ik Luca bezig zie. Hij beschikt over veel wilskracht en potentie."

## Privé
De vader van Tornike, Rezo Tsjakadoea, is judoka en kwam voor Georgië uit. Rezo is op dit moment werkzaam bij de sportschool Van Hellemond Sport in Hilversum. Vanwege de burgeroorlog vluchtten zijn ouders naar Nederland. Tornike werd in het asielzoekescentrum in Leeuwarden geboren. Hij heeft drie zussen en een broer.
In 2023 is hij getrouwd en woont met zijn vrouw in Meerkerk.

### Olympische Spelen
Hoogst behaalde plaats was de 5e plaats bij de Olympische Zomerspelen 2020 in Tokio.

### Wereldkampioenschappen
-

### Europese Spelen, continental open
- -60 kg, 2016 Glasgow, Groot Brittannië
- -60 kg, 2017 Minsk, Wit Rusland

### Europese Spelen, continental cup
- -60 kg, 2015 Coimbra, Portugal (junior cup)
- -60 kg, 2015 Kaunas, Litouwen (junior cup)
- -60 kg, 2016 Zürich, Zwitserland
- -60 kg, 2016 Coimbra, Portugal (junior cup)
- -60 kg, 2016 Sint-Petersburg, Rusland (junior cup)
- -60 kg, 2016 Kaunas, Litouwen (junior cup)
- -60 kg, 2016 Gdynia, Polen (junior cup)

### Europese kampioenschappen junioren
- -60 kg, 2016 Málaga, Spanje
- -60 kg, 2016 Tel Aviv, Israel (EK-junioren onder 23)

### World Masters
- -60 kg 2021 Doha, Qatar

### Grand Slam
- -60 kg 2019, Dusseldorf, Duitsland
- -60 kg 2019, Jekaterinburg, Rusland
- -60 kg 2020, Dusseldorf, Duitsland
- -60 kg 2023, Astana, Kazachstan
- -60 kg 2024, Tbilisi, Georgië

### Grand Prix
- -60 kg 2018 Cancún, Mexico
- -60 kg 2019 Tel Aviv, Israel
- -60 kg 2019 Boedapest, Hongarije
- -60 kg 2024 Linz, Oostenrijk